# オーヴァープロテクテッド
「オーヴァープロテクテッド」（Overprotected）は、アメリカ合衆国の歌手のブリトニー・スピアーズの楽曲。3rdアルバム『ブリトニー』からセカンド・シングルとしてリリースされた。アメリカでは「ノット・ア・ガール」に続くサード・シングルとしての発売。

## 解説
シングルはオリジナル・バージョンとダークチャイルドによるR&Bリミックスの2種類で展開され、海外市場向けにはオリジナル・ヴァージョン、ダークチャイルド・リミックスはアメリカで主に発売された。
ブリトニーはこの曲に関して「私が出掛けると、大抵の場合、その行き先ではすべてがあらかじめ準備されていることが多いわ。そんな過保護（Overprotected）なわたしの生活とこの歌はとても共通点があると思う。わたしと同年代の子供達もある程度はそう感じていると思うわ」と語っている。
2003年のグラミー賞ではBest Female Pop Vocal Performance賞にノミネートされていた。
元々はカップリングに「シール・ネバー・ビー・ミー（She'll Never Be Me）」が収録されるはずだったが2001年10月にリークされてしまったため、急遽ダークチャイルド・リミックスが収録された。

## ミュージック・ビデオ
ビデオはオリジナルとダークチャイルド・リミックスそれぞれに制作された。

### インターナショナル・ヴァージョン
監督は「ボーン・トゥ・メイク・ユー・ハッピー」で組んだBillie Woodruff。ビデオは冒頭『ブリトニー』に収録されている「ボンバスティック・ラヴ」(Bombastic Love)のイントロにのせて、ブリトニーがメディアに囲まれながら車に乗り込み走り去る映像から始まる。ブリトニーはそのままメディアをまくために廃れた工場の中に入り、ダンサーたちがそれを追うように工場の倉庫に入る。そのまま激しいダンスシーンが始まり、ブリトニーの顔写真や新聞の見出しが壁や天井に張り巡らされ、両側の壁が内外に移動する空間の中でブリトニーが歌っているシーンが挿入される、これはブリトニーが「過保護（Overprotected）」状態にあるということを示している。
なおこのビデオで着用しているブリトニーは衣装はアルゼンチンの衣料品メーカーKosiukoのものである。ブリトニー自身もこのメーカーの服を気に入ったということもあるが、Kosiukoもブリトニーに着用してもらうことでアメリカ市場での宣伝をしようとブリトニーに衣装を提供したという経緯もある。

### ダークチャイルド・バージョン
ダークチャイルドバージョンは「アイ・ラヴ・ロックン・ロール」（I Love Rock 'n' Roll）でも監督を務めたChris Applebaumによって撮られた。ビデオはホテルでブリトニーが友人らと、ブリトニーについての批判的なニュース番組を見る場面から始まり、ボディーガードをおとりを使ってまきながらホテルを抜け出しSUVに乗り込む。SUVは走っている最中に車体の後方が伸びダンスホールのような状態になり、ダンスシーンが挿入される。その後SUVは雨が降り出した裏路地でブリトニーたちを降ろしブリトニーたちのそこでのダンスはさらに激しさを増していき、最後には再びメディアに見つかり翌日のニュースで報道されるというストーリーである。
しかしこのビデオに関して、一部でジャネット・ジャクソンの「サン・オブ・ア・ガン (アイ・ベッチャ・シンク・ディス・ソング・イズ・アバウト・ユー)」（Son of a Gun (I Betcha Think This Song Is About You)）のPVと似ているとの指摘があった、これについてはロケ先が一緒のホテルだったことが原因。

## チャート
| チャート (2001–2002)                           | 最高 順位 |
| ---------------------------------------------- | --------- |
| オーストラリア (ARIA)                          | 16        |
| ベルギー (Ultratop 50 Flanders)                | 9         |
| ベルギー (Ultratop 50 Wallonia)                | 14        |
| カナダ (Nielsen SoundScan) The Darkchild Remix | 22        |
| クロアチア (HRT)                               | 7         |
| デンマーク (Tracklisten)                       | 6         |
| ヨーロッパ (Music & Media)                     | 8         |
| ヨーロッパ向けラジオ (European Radio Top 50)   | 12        |
| フィンランド (Suomen virallinen lista)         | 7         |
| フランス (SNEP)                                | 15        |
| ギリシャ (IFPI)                                | 6         |
| グアテマラ (Notimex)                           | 3         |
| ハンガリー向けエアプレイ (Music & Media)       | 7         |
| アイルランド (IRMA)                            | 9         |
| イタリア (FIMI)                                | 3         |
| イタリア向けエアプレイ (Music & Media)         | 5         |
| オランダ (Dutch Top 40)                        | 15        |
| オランダ (Single Top 100)                      | 12        |
| ニカラグア (Notimex)                           | 4         |
| ノルウェー (VG-lista)                          | 9         |
| ポーランド (ZPAV)                              | 1         |
| ルーマニア (Romanian Top 100)                  | 5         |
| スカンジナビア向けエアプレイ (Music & Media)   | 5         |
| スコットランド (Official Charts Company)       | 6         |
| スペイン (PROMUSICAE)                          | 14        |
| スペイン向けエアプレイ (Los 40 Principales)    | 1         |
| スウェーデン (Sverigetopplistan)               | 2         |
| UK シングルス (OCC)                            | 4         |
| UK インディ (OCC)                              | 1         |
| US Billboard Hot 100 The Darkchild Remix       | 86        |
| US Pop Airplay (Billboard) The Darkchild Remix | 37        |

| チャート (2002)                      | 順位 |
| ------------------------------------ | ---- |
| オーストラリア (ARIA)                | 89   |
| ベルギー (Ultratop 50 Flanders)      | 87   |
| ベルギー (Ultratop 50 Wallonia)      | 95   |
| カナダ (Nielsen SoundScan)           | 163  |
| ヨーロッパ (Music & Media)           | 61   |
| ヨーロッパ向けラジオ (Music & Media) | 91   |
| フランス (SNEP)                      | 82   |
| アイルランド (IRMA)                  | 85   |
| イタリア (FIMI)                      | 49   |
| スウェーデン (Hitlistan)             | 34   |
| イギリス (OCC)                       | 85   |

## トラックリスト
| Australia CD Single 1. "Overprotected" — 3:18 2. "Overprotected" [JS16 Remix] — 6:07 3. "Overprotected" [JS16 Dub] — 5:24 4. "Exclusive Chat With Britney" 5. "I'm a Slave 4 U" — 3:23 6. "I'm a Slave 4 U" [Thunderpuss Radio Mix] — 3:18 UK CD Single 1. "Overprotected" — 3:18 2. "Overprotected" [JS16 Remix] — 6:07 3. "I'm a Slave 4 U" [Thunderpuss Mixshow Edit (The Remix)] — 6:15 UK Promo 12" Vinyl - Side A: 1. "Overprotected" [JS16 Remix] — 6:07 2. "Overprotected" — 3:18 - Side B: 1. "I'm a Slave 4 U" [Thunderpuss Mixshow Edit (The Remix)] — 6:15 2. "I'm a Slave 4 U" [Miguel Migs Petalpusher Vocal] — 5:30 | Netherlands CD Single 1. "Overprotected" — 3:18 2. "Overprotected" [JS16 Remix] — 6:07 3. "Overprotected" [JS16 Dub] — 5:24 4. "Exclusive Chat With Britney" 5. Enhanced With "Crossroads" US Film Trailer US Promo CD 1. "Overprotected" [The Darkchild Remix] — 3:18 2. "Overprotected" [The Darkchild Remix Radio Edit] — 3:06 3. "Overprotected" — 3:18 US 12" Vinyl - Side A: 1. "Overprotected" [The Darkchild Remix] — 3:18 2. "Overprotected" [The Darkchild Remix Edit] — 3:06 3. "Overprotected" [The Darkchild Remix Instrumental] — 3:06 - Side B: 1. "Overprotected" [Radio Edit] — 3:06 2. "Overprotected" — 3:18 3. "Overprotected" [Instrumental] — 3:06 |